# Filip Šnejdr
Filip Šnejdr (* 16. dubna 1995 Hradec Králové) je český atlet, reprezentant v běhu na 800 m a ve štafetách na 4 × 400 m. Je mnohonásobným mistrem ČR na dráze i v hale.
Jeho největším individuálním úspěchem je zisk stříbrné medaile v běhu na 800 m z Evropských her 2023. Se štafetou na 4 × 400 m vybojoval bronzové medaile na Univerziádě 2017 a další cenná umístění, například 5. místo na HMS 2018 nebo 7. místo na ME 2018.

## Osobní rekordy

### Dráha
- běh na 800 metrů – 1:45,56 min – 27. června 2018, Tomblaine

### Hala
- běh na 800 metrů – 1:46,63 min – 3. února 2021, Ostrava